# АСЕК Мімозас
Спортивна Асоціація та Торговельне Співробітництво «Мімозас» або просто АСЕК Мімозас (фр. Association Sportive des Employés de Commerce Mimosas) — професіональний івуарійський футбольний клуб з міста Абіджан. На міжнародній арені відомий під назвами АСЕК Мімозас (Абіджан) та АСЕК (Абіджан). Заснований у 1948 році. Один з найуспішніших івуарійських клубів. Протягом своєї історії 26 разів ставав переможцем івуарійської Ліги 1, а в 1984 році — переможцем африканської Ліги чемпіонів. Окрім цього молодіжна академія цього клубу, Академі МімоСіфком підготувала багатьох талановитих гравців, які виступали та виступають поза межами Кот-д'Івуару, в тому числі Бонавантюр Калу, Дідьє Зокора, Еммануель Ебуе, Жервіньйо, Саломон Калу, Ромарік, Бубакар Баррі, Дідьє Я Конан, Коло Туре та Яя Туре, кожен з яких також виступав і в збірній Кот-д'Івауру.

## Історія
У 1930-х роках у Абіджані, столиці колоніального Кот-д'Івуару, існувало два клуби: «Стад д'Абіджан» та «Жюнес Клуб д'Абіджан». АСЕК Мімозас було засновано 1 січня 1948 року групою бізнесменів із Західної Африки, Лівану та Франції. Назва клубу походить від Сол-бені в Абіджан Мпоуто, яке на даний час назване на честь тренувальної бази клубу. Протягом наступних років АСЕК виступав у чемпіонаті міста Абіджан разом зі своїми принциповими земляками-суперниками «Африка Спорт», а першим професіональним футбольним тренером «Мімозас» у 1954 році став француз Гі Фабре. Цей фахівець також сформував клубну філософію — фр. que les enfants s'amusent... en jouant au football (діти мають можливість веселитися... граючи в футбол).
Після здобуття в 1960 році країною незалежності, АСЕК вперше став переможцем новоствореної Ліги 1 у 1963 році. У період з 1970 по 1975 рік команда 5 разів (з 6-ти можливих) вигравала національний чемпіонат. Це була таких епоха гравців, як Лоран Поку й Есташ Мангле. Протягом наступних років на внутрішній арені домінував «Африка Спорт», в той час як АСЕК виграв чемпіонат лише одного разу, в 1980 році.
19 листопада 1989 року адвокат Рожер Уенен був обраний президентом клубу. Бажаючи професіоналізувати клуб він запрсив Філіпа Труссьє, який тренував команду з 1989 по 1992 рік. Це був період, коли АСЕК повернув втрачені позиції, й у період з 1990 по 1995 рік шість разів поспіль вигравав Лігу 1. Гравці АСЕКу також складали кістяк і національної збірної, яка тріумфувала в Кубку африканських націй 1992 року, зокрема ключовими гравцями тієї збірної були Бен Баді, Дональд-Олів'є Сьє та Базіль Ака Куме. Після 5-и виходів до півфіналу, в 1998 році АСЕК зрештою виграв Лігу чемпіонів КАФ. Для деяких гравців команди з'явилася можливість перейти до європейських клубів, зокрема капітан АСЕКа Тчірессу Гуель згодом перейшов до марсельського «Олімпіку». Декілька років по тому команда перевершила власний рекорд, у період з 2000 по 2006 років вона виграла національний чемпіонат сім разів поспіль.
У 1993 році до команди прийшов колишній гравець національної збірної Франції Жан-Марк Гію, який зайняв у клубі позиції головного тренера, менеджера та спонсора. Разом з президентом Рожер Уененом він заснував клубну академію Académie MimoSifcom на Сол Бені. У наступні тижні вони почали переглянули тисячі малих дітей, щоб сформувати перші групи для навчання та тренувань. У 1999 році, після перемоги в Лізі чемпіонів КАФ 1998 року, АСЕК зустрівся з «Есперанс» (Туніс) у Суперкубку КАФ. Проте більшість гравців з того чемпіонського складу були вже в солідному віці або мали намір залишити клуб. Тому Гію та Уенен вирішили випустити на поле замість відомих вікових футболістів перших випускників клубної академії, яким на той час виповнилося по 17/18 років. Керівництво клубу-суперників було обурене таким кроком, а президент «Есперансу» Слім Шибуб заявив, що це «скандал, грати проти дітей». Проте омолоджений складі АСЕКу несподівано з рахунком 3:1 переміг своїх більш досвідчених суперників, і принесла для клубу з Абіджану другий в історії престижний міжнародний трофей. Серед інших, у тому складі були й Бубакар Баррі, Коло Туре, Дідьє Зокора, Жиль Япі-Япо, Сіака Тьєне, Абдулай Джіре, Венанс Зезе та Аруна Діндан.
Після того, як Гію став головним тренером «Беверена» у 2001 році, багато-хто з випускників академії АСЕКу приєдналися до бельгійського клубу. Вони отримали можливість використати «Беверен», щоб показати свій талант заможним європейським клубам. Свого часу такі гравці як Яя Туре, Артюр Бока, Еммануель Ебуе, Жервіньйо, Ромарік та Копа виступали саме в цьому бельгійському клубі. Ця співпраця тривала до 2006 року, коли Гію та «Беверен» розірвали партнерські відносини з АСЕКом, який натомість уклав аналогічну угоду з англійським «Чарльтон Атлетік».

## Клуби-партнери
Наступні клуби мають партнерські відносини з АСЕКом:
- «Чарльтон»[6]
- «Феєнорд» (Феттех)

## Досягнення

### Національні
- Ліга 1 (Кот-д'Івуар)
  -  Чемпіон (26): 1963, 1970, 1972, 1973, 1974, 1975, 1980, 1990, 1991, 1992, 1993, 1994, 1995, 1997, 1998, 2000, 2001, 2002, 2003, 2004, 2005, 2006, 2009, 2010, 2017, 2018

- Кубок Кот-д'Івуару
  -  Володар (20): 1962, 1967, 1968, 1969, 1970, 1972, 1973, 1983, 1990, 1995, 1997, 1999, 2003, 2005, 2007, 2008, 2011, 2013, 2014, 2018

- Суперкубок Кот-д'Івуару
  -  Володар (16): 1975, 1980, 1983, 1990, 1994, 1995, 1997, 1998, 1999, 2004, 2006, 2007, 2008, 2009, 2011, 2017

### Міжнародні
- Ліга чемпіонів КАФ
  -  Володар (1): 1998

- Суперкубок КАФ
  -  Володар (1): 1999

- Західноафриканський клубний футбольний чемпіонат (Кубок УФОА)
  -  Володар (1): 1990

- Світовий кубок
  -  Володар (1): 2001[7]

## Статистика виступів у національних чемпіонатах
| Сезон                | Д1  | Очки | Матчі | В   | Н   | П   | ЗМ  | ПМ  | РМ  |
| -------------------- | --- | ---- | ----- | --- | --- | --- | --- | --- | --- |
| 2014-15              | ... | ...  | ...   | ... | ... | ... | ... | ... | ... |
| 2013-14              | 3=є | 50   | 26    | 14  | 8   | 4   | 34  | 17  | +17 |
| 2012-13              | 2-е | 52   | 26    | 16  | 4   | 6   | 40  | 23  | +17 |
| 2012 (чемп. фаза)    | 3-є | 16   | 10    | 4   | 4   | 2   | 11  | 8   | +3  |
| 2012 (1-а фаза Гр B) | 2-е | 22   | 12    | 6   | 4   | 2   | 10  | 5   | +5  |
| 2011 (чемп. фаза)    | 6-е | 10   | 10    | 2   | 4   | 4   | 11  | 13  | -2  |
| 2011 (1-а фаза Гр A) | 1-е | 28   | 12    | 9   | 1   | 2   | 26  | 15  | +11 |
| 2010                 | 1-е | 48   | 26    | 13  | 9   | 4   | 41  | 14  | +27 |
| 2009                 | 1-е | 56   | 26    | 16  | 8   | 2   | 40  | 10  | +30 |
| 2008                 | 2-е | 51   | 26    | 13  | 12  | 1   | 46  | 17  | +29 |
| 2007                 | 2-е | 52   | 26    | 14  | 10  | 2   | 38  | 17  | +21 |
| 2006                 | 1-е | 56   | 26    | 17  | 5   | 4   | 42  | 16  | +26 |
| 2005                 | 1-е | 66   | 26    | 21  | 3   | 2   | 39  | 9   | +30 |
| 2004                 | 1-е | 68   | 26    | 21  | 5   | 0   | 60  | 7   | +53 |
| 2003 (чемп. фаза)    | 1-е | 21   | 10    | 6   | 3   | 1   | 19  | 8   | +11 |
| 2003 (1-а фаза Гр A) | 1-е | 35   | 14    | 11  | 2   | 1   | 46  | 5   | +41 |
| 2002 (чемп. фаза)    | 1-е | 21   | 10    | 7   | 1   | 2   | 20  | 8   | +12 |
| 2002 (1-а фаза Гр A) | 1-е | 35   | 14    | 11  | 2   | 1   | 28  | 5   | +23 |
| 2001                 | 1-е | 55   | 22    | 17  | 4   | 1   | 54  | 13  | +41 |
| 2000                 | 1-е | 21   | 10    | 6   | 3   | 1   | 19  | 6   | +13 |
| 2000 (1-а фаза Гр B) | 1-е | 32   | 14    | 10  | 2   | 2   | 33  | 8   | +25 |

## Виступи в турнірах під егідою КАФ
- Ліга чемпіонів КАФ: 13 виступів

| 1998 – Чемпіони 1999 – Груповий етап/1/2 фіналу 2001 – Груповий етап 2002 – 1/2 фіналу 2003 – Груповий етап | 2004 – Перший раунд 2005 – Груповий етап 2006 – 1/2 фіналу 2007 – Груповий етап 2008 – Груповий етап | 2009 – Другий раунд 2010 – Перший раунд 2011 – Другий раунд |

- Кубок африканських чемпіонів: 12 виступів

| 1964 – Попередній раунд 1971 – 1/2 фіналу 1973 – Другий раунд 1974 – 1/4 фіналу | 1975 – 1/2 фіналу 1976 – 1/2 фіналу 1981 – 1/4 фіналу 1991 – 1/4 фіналу | 1992 – 1/2 фіналу 1993 – 1/2 фіналу 1995 – Фіналіст 1996 – Другий раунд |

- Кубок конфедерації КАФ: 5 виступів

2009 – Другий раунд 1/8 фіналу
2011 – 1/4 фіналу
2012 – Другий раунд 1/8 фіналу
2013 – Другий раунд 1/8 фіналу
2014 –
- Кубок володарів кубків КАФ: 4 виступи

1983 – 1/2 фіналу
1984 – 1/4 фіналу
1987 – Другий раунд
2000 – Перший раунд

## Клубна академія
Академія, заснована Рожер Уененом та Жан-Марком Гію в 1993 році в навчально-тренувальній базі АСЕК, з тих пір підготувала багато відомих гравців для національної збірної. В академії юнаки вивчають математику, історію, географію, фізику, французьку, англійську та іспанські мови. Юнаки проживають в гуртожитках і маючть два тренування на день. Вони проводять матчі по суботам, отримують медичну допомогу та продовжують навчання.

## Клубне життя
Клубні кольори — жовтий та чорний; по центру клубного логотипу знаходиться зображення мімози. Разом зі своїм найпринциповішим суперником «Африка Спорт» вони проводять між собою поєдинки, які отримали назву «Івуарійське дербі». Лише цим двом командам дозволено проводити домашні поєдинки на «Стад Фелікс Гуфуе-Бінью».
АСЕК має, за власними оцінками, понад 8 000 000 фанів у Кот-д'Івуарі та понад 15 000 000 уболівальників по всьому регіоні. Фанати клубу називають себе Actionnaires. Вони організувалися в КНАКО (Comité National d`Action et de Coordination = Національний комітет Дій та Координації), який має 40 000 членів і складається з 350 комісій.

## Рекорди
АСЕКу належить світовий рекорд за кількістю безпрограшних матчів, за яким з 1989 по 1994 рік команда не програла жодного офіційного поєдинку в чемпіонаті та кубку країни. Цю серію перервав СО Армі. Серія івуарійського клубу була в чотири рази тривалішою, ніж аналогічна серія клубу «Стяуа» (Бухарест) наприкінці 1980-х років.

## Спонсори
| - Sifca - Nàsuba Espress - Orange - Super Tôle - Groupe Orca - LG - Yoplait | - Sococe : Hypermarché & Supermarché - Aviso - CosmIvoire - Saph - Sifcom Assur - Sodima - SurcIvoire |

## Склад команди
Станом на 06 May 2018
| №  | Поз. | Нац.         | Гравець             |
| -- | ---- | ------------ | ------------------- |
| 1  | ВР   | Кот-д'Івуар  | Абубакар Бамба      |
| 2  | ЗХ   | Кот-д'Івуар  | Седрік Н'Горан      |
| 3  | ЗХ   | Кот-д'Івуар  | арно Котуа Акассу   |
| 4  | ЗХ   | Буркіна-Фасо | Сулейман Коанда     |
| 5  | ПЗ   | Кот-д'Івуар  | Ісса Соного         |
| 6  | ЗХ   | Кот-д'Івуар  | Анжі Глюдую         |
| 7  | ПЗ   | Кот-д'Івуар  | Фабю Доссо          |
| 8  | ПЗ   | Кот-д'Івуар  | Аніс Бадьє          |
| 9  | НП   | Того         | Комлан Агбеньядан   |
| 10 | ПЗ   | Кот-д'Івуар  | Крістіан Нугбеле    |
| 11 | ПЗ   | Буркіна-Фасо | Мохамед Меджо Коне  |
| 12 | ЗХ   | Кот-д'Івуар  | Крістіан Агбанджи   |
| 13 | ЗХ   | Кот-д'Івуар  | Деніс Куао          |
| 14 | ПЗ   | Кот-д'Івуар  | Дауда Діаррассуба   |
| 15 | ПЗ   | Кот-д'Івуар  | Хамед Евре Діамонде |

| №  | Поз. | Нац.         | Гравець                |
| -- | ---- | ------------ | ---------------------- |
| 16 | ВР   | Буркіна-Фасо | Баба Зонго             |
| 17 | НП   | Кот-д'Івуар  | Фонсіньйо              |
| 18 | ПЗ   | Кот-д'Івуар  | Вілліам Аніні Коне     |
| 19 | ПЗ   | Кот-д'Івуар  | Букарі Белем           |
| 20 | ЗХ   | Кот-д'Івуар  | Гауссу Самаке          |
| 21 | ВР   | Кот-д'Івуар  | Абдул Карім Сіссе      |
| 22 | ЗХ   | Буркіна-Фасо | Зана Кулібалі          |
| 23 | НП   | Кот-д'Івуар  | Жан морел Пое          |
| 24 | ПЗ   | Кот-д'Івуар  | Мохамед Ламін Н'Дао]]  |
| 25 | ЗХ   | Кот-д'Івуар  | Вонло Кулібалі         |
| 26 | ПЗ   | Кот-д'Івуар  | Віллі Брасіано         |
| 27 | ПЗ   | Кот-д'Івуар  | Вілфред Уаттара        |
| 28 | НП   | Кот-д'Івуар  | Ібрагім Ялатіф Діабате |
| 29 | НП   | Буркіна-Фасо | Ахмед Туре             |

## Орендовані
| №  | Поз. | Нац.        | Гравець                                  |
| -- | ---- | ----------- | ---------------------------------------- |
| 27 | НП   | Кот-д'Івуар | Адріель д'Авіла Ба Луа (у клубі «Лілль») |

## Тренерський штаб
| Сезар Ламбер Амані Яо              | Головний тренер           |
| Люсьєн Кассі-Куадіо Амаду Саганого | Помічний тренера          |
| Амаду Саганого                     | Помічник тренера          |
| Тіволі Бі Н'Гуессан                | Тренер воротарів          |
| Др. Ів Куаме                       | Лікар                     |
| Патріс Волі Бі                     | Масажист                  |
| Ремі Коадіо                        | Масажист                  |
| Др. Зака                           | Фізіотерапевт             |
| Іссуф Канате                       | Менеджер з екіперування   |
| Мусса Траоре                       | Менеджер з екіперування   |
| Г'ясінт Куліджаті                  | Спортивний директор       |
| Сіака Самаке                       | Помічник директора        |
| Гейрмунд Брендсетер                | Головний тренер Академії  |
| Стів Вільмайр                      | Помічник тренера Академії |

## Відомі тренери
| - Тронну Сего (1947–50) - Домінго Коффі (1950–53) - Гі Фабр (1954–59) - Бакарі Туре (1960–62) - Коффі Фаустен (1962–65) - Ігнас Вуні (1966–69) - Андре Сокурі (1969–70) - Жерар Габо (1970–71) - Орландо (1971–72) - Жан-Батіст Анзіан (1972–75) - Йобуе Конан (1975–76) |  | - Ігнас Вуні (1976–78) - Бернар Вінк (1978–79) - Гі Фабр (1979–80) - Ассан (1981–84) - Жерар Габо (1984–86) - Дрісса "Саботюр" Траоре (1986–87) - Філліп Жаро (1987–89) - Філіпп Труссьє (1990–92) - Юсташ Мангле (1992–93) - Шарль Роесслі (1993–94) - Мамаду Заре (1994–95) |  | - Йобуе Конан (1995–96) - Оскар Фуллоне (1996–98) - Жан-Марк Гію (1998–99) - Мішель Декастель (1999–01) - Дрісса "Саботюр" Траоре (2001–02) - Базіл Ака Куаме (2002–03) - Патрік Люві (2003–09) - Максім Гуамене (2009–10) - Себастьєн Десабр (2010–12) |

## Відомі президенти
| - Жозеф Куамелан (1948–50) - Тронну Сего (1950–51) - Люсьєн Догбо (1951–53) - Франсуа Логон (1953–54) - Луї Боа (1954–56) - Франсуа Уені (1958–60) - Бле Коадіо М'Бая (1960–64) - Ката Франсуа Камано (1964–68) - Мамаду Куяте (1968–70) |  | - Ланзені Кулібалі (1970–75) - Еміль Дерве (1975–77) - Бої Бенана (1977–79) - Мамаду Туре (1979–80) - Віктор Екра (1980–81) - Клод Андо (1981–83) - Мамаду Туре (1983–87) - Канга Мішель Агуа (1987–89) - Рожер Уені (1989–) |